# Stockholms tingsrätt
Stockholms tingsrätt är en tingsrätt i Sverige  med Stockholm som kansliort. Tingsrättens domkrets omfattar Lidingö kommun och området Innerstaden i Stockholms kommun. Tingsrätten med dess domkrets ingår i domkretsen för Svea hovrätt.

## Administrativ historik
Vid tingsrättsreformen 1971 bildades denna tingsrätt i Stockholm av  Stockholms rådhusrätt. Domkretsen bildades av rådhusrättens domkrets, det vill säga Stockholms stad som 1971 ombildades med oförändrad omfattning till Stockholms kommun. Tingsrätten tog över rådhusrättens lokaler i Stockholms rådhus.
Den 1 april 2007 delades tingsrättens domsaga upp i tre delar, där delen Söderort övergick till Södertörns domsaga och delen Västerort övergick till Solna domsaga. Samtidigt tillfördes domsagan Lidingö kommun från den samtidigt upplösta Södra Roslags domsaga. Efter denna förändring består tingsrättens domkrets av Lidingö kommun och området Innerstaden i Stockholms kommun..
Sedan den 1 september 2016 är Patent- och marknadsdomstolen en särskild domstol inom tingsrätten.

## Lagmän
- 1971: Georg Ericsson
- 1972–1973: Per-Erik Fürst
- 1973–1976: Henry Montgomery
- 1977–1995: Carl-Anton Spak
- 1995–2010: Lena Berke
- 2010–2014: Anders Eka
- 2014–2017: Stefan Strömberg
- 2017–2024: Gudrun Antemar
- 2024–: Göran Lundahl[3]